# Station Senenne
Het station Senenne is een spoorweghalte langs spoorlijn 128 in de gemeente Yvoir.
Er is geen stationsgebouw, maar wel een goederenkoer.
0,0: Ciney ·
1,9: Halloy ·
3,5: Braibant ·
6,1: Sovet ·
6,9: Senenne ·
8,8: Spontin ·
9,8: Spontin-Sources ·
11,6: Dorinne-Durnal ·
14,2: Purnode ·
16,0: Évrehailles-Bauche ·
18,5: Yvoir-Carrière ·
20,7: Yvoir